# Манукян Андранік Єнокович
Андранік Єнокович Манукян (вірм. Անդրանիկ Մանուկյան, 22 грудня 1954, село Ахванадзор, Разданський район) — вірменський політичний і державний діяч, дипломат. Надзвичайний і повноважний посол.

## Біографія
Народився 22 грудня 1954 року в селі Ахванадзор Разданського району.
З 1976 по 1978 роки навчався в Єреванському інституті народного господарства.
У 1982 році закінчив Ленінградський фінансово-економічний інститут ім. М. О. Вознесенського.
З 1982 по 1984 рр. навчався в аспірантурі Ленінградського фінансово-економічного інституту ім. М. О. Вознесенського. Кандидат економічних наук.
У 1970—1973 — працював на Разданському цементному заводі.
З 1973 по 1975 рр. — проходив строкову службу в прикордонних військах СРСР.
У 1985—1986 — старший науковий співробітник у Єреванському інституті народного господарства.
У 1985—1990 — інструктор, згодом — завідувач відділом Єреванського міського комітету КПВ.
З 1990 — генеральний директор торгово-промислової фірми «Вірмавтовазтехобслуговування».
З 1990 по 1995 — депутат Верховної Ради Вірменії. Член фракції «Республіка».
У 1995—1999 — депутат вірменського парламенту. Член фракції «Республіка», а згодом депутатської групи «Єркрапа».
30 травня 1999 — обраний депутатом парламенту. Член постійної комісії з фінансово-кредитних, бюджетних і економічних справ. Член «РПВ».
27 жовтня 1999 — був поранений під час терористичного акту в парламенті Вірменії.
У травні-листопаді 2000 — міністр-керівник апарату уряду Вірменії.
У 2000—2001 — міністр державних доходів Вірменії.
З липня 2001 — міністр транспорту і зв'язку Вірменії.
З квітня 2008 по квітень 2010 — радник президента Вірменії.
З квітня 2010 по жовтень 2018 — Надзвичайний і повноважний посол Вірменії в Києві (Україна).